# Río Salat
El río Salat es un río del sudoeste de Francia. Nace en los Pirineos. Pasa por Saint-Girons y desemboca en el río Garona en Boussens. Tiene 78 kilómetros de longitud.
Nace de 9 fuentes diferentes del macizo del monte Valier y discurre por los departamentos de Ariège y Garona.
Sus principales afluentes son los ríos Alet, Garbet, Arac, Lez, Baup y Arbas.